# Мароко на Зимским олимпијским играма 2014.
Мароко ће учествовати на Зимским олимпијским играма 2014. у Сочију ( Краснодарски крај, Русија) и биће то уједно њихов шести наступ на Зимским олимпијским играма. 
Мароканску делегацију у Сочију представљат ће двоје алпских скијаша и 5 службених лица. 

## Учесници по спортовима
| Спорт          | Мушкарци | Жене | Укупно |
| -------------- | -------- | ---- | ------ |
| Алпско скијање | 1        | 1    | 2      |
| Укупно (1)     | 1        | 1    | 2      |

## Алпско скијање
Закључно са 17. јануаром 2014. спортисти из Марока обезбедили су две учесничке квоте у алпском скијању. Адам Ламхамеди који ће наступати у слалому и велеслалому на такмичење је дошао као први и једини спортиста са афричког континента који је освојио неку међународну медаљу на неком од зимских такмичења, након што је освојио златну медаљу у супер велеслалому на Зимском олимпијском фестивалу младих 2012. у Инзбруку (Аустрија).
| Скијаш/ица     | Дисциплина   | 1. вожња | 1. вожња | 2. вожња | 2. вожња | Укупно време | Укупно време |
| Скијаш/ица     | Дисциплина   | Време    | Поз.     | Време    | Поз.     | Време        | Поз.         |
| -------------- | ------------ | -------- | -------- | -------- | -------- | ------------ | ------------ |
| Адам Ламхамеди | М велеслалом |          |          |          |          |              |              |
| Адам Ламхамеди | М слалом     |          |          |          |          |              |              |
| Кенза Тази     | Ж велеслалом |          |          |          |          |              |              |
| Кенза Тази     | Ж слалом     |          |          |          |          |              |              |